# مدرسة التحميل

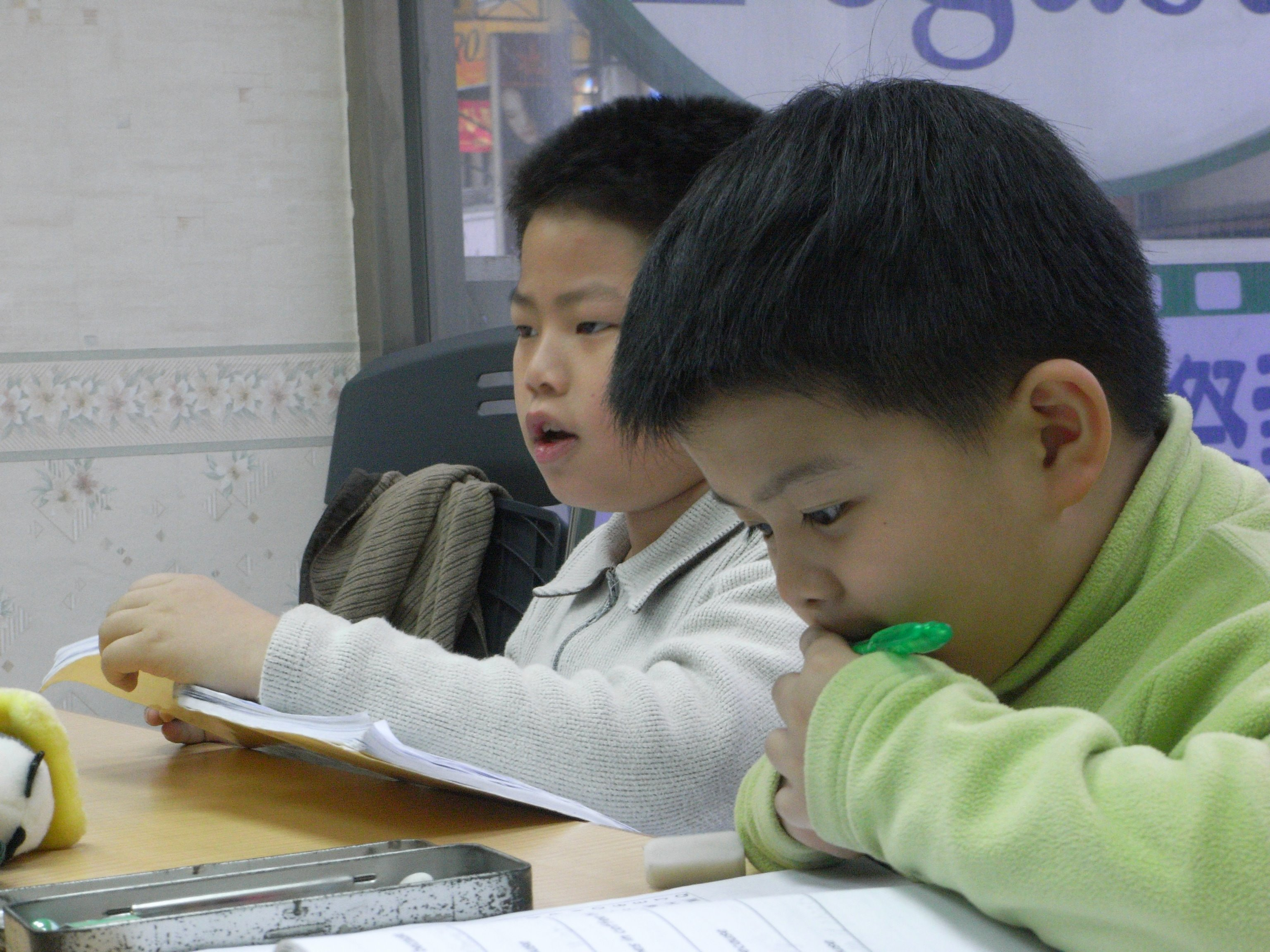
أطفال تايوانين في مدرسة التحميل (كرام) يدرسون الانجليزية

مدارس التحميل أو مدارس الكرام أو مدارس الحشو (بالإنجليزية: Cram school)‏ هي المدارس المتخصصة التي تدرب طلابها على تحقيق أهداف معينة، أكثر هذه الأهداف شيوعا هو اجتياز امتحانات القبول في المدارس الثانوية أو الجامعات. ويأتي الاسم من اللغة الإنجليزية العامية مصطلح"الحشو-التحميل"، والذي يعني الدراسة بجد أو دراسة كمية كبيرة من المواد في فترة زمنية قصيرة. يُسمى كل من الطالب الذي يحشو دماغه بالمعلومات أو مُدرّسه بالحَشَّاء.

## التعليم
غالبا ما تتخصص مدارس التحميل في مادة أو موضوع معين. وكثيرا ما تكون هذه المدارس مخصصة لتعد الطلاب لامتحانات القبول في المدارس الثانوية والجامعات. كما أن مدارس التحميل الخاصة تُعد الطلاب الذين فشلوا في امتحانات القبول لتأخذهم في العام التالي تعتبر مدارس شائعة أيضا. وفي الحالات القصوى، يمكن لهؤلاء الطلاب قضاء ما يصل إلى ثمانية عشر ساعة في اليوم للدراسة من أجل استعادة الاختبار. فيما يمكن للطلاب الذين يلتحقون بهذه المدارس بعد المدرس العادية أن يدرسوا لمدة أربع ساعات أو أكثر.
وكما يوحي اسمها، فالهدف من هذه المدارس عموما هو نقل أكبر قدر ممكن من المعلومات لطلابها في أقصر فترة زمنية ممكنة. والهدف من ذلك هو تمكين الطلاب من اجتياز امتحانات معينية أو الحصول على درجة مطلوبة فيها. وفي بعض الأحيان، تتعرض هذه المدارس للانتقاد بسبب نقص التدريب علي التفكير النقدي والتحليل.